# Andrew Simpson (velista)
Andrew James Simpson (Chertsey, 17 dicembre 1976 – San Francisco, 9 maggio 2013) è stato un velista britannico.

## Biografia
Vinse la medaglia d'oro nella classe Star alle Olimpiadi di Pechino 2008 e quella medaglia d'argento nella stessa classe alle Olimpiadi di Londra 2012, sempre in coppia col connazionale Iain Percy.
Ottenne un primo posto (nel 2010), un secondo (nel 2012) e un terzo (nel 2007) ai Campionati mondiali di vela, sempre nella classe star, oltre ad un terzo posto nel 2003 nella classe Finn.
Durante le America's Cup World Series del 2011-2012 e 2012-2013 fece parte del team svedese di Artemis Racing.
Morì il 9 maggio 2013 all'età di 36 anni, a causa della scuffia dell'imbarcazione Artemis Racing durante un allenamento, essendo rimasto intrappolato sott'acqua.